# Gustav Stresemann
Gustav Stresemannⓘ (n. 10 mai 1878, Berlin, Imperiul German – d. 3 octombrie 1929, Berlin, Republica de la Weimar) a fost un om politic german, fondator și lider al Deutsche Volkspartei (Partidul Popular German), cancelar în 1923 și ministru de externe din 1923 până la moartea sa. Figură de marcă în Republica de la Weimar, Stresemann a permis Germaniei să-și regăsească greutatea diplomatică și economică pierdută după Primul Război Mondial, practicând o politică pragmatică.
Această politică în care compromisurile au jucat un rol preponderent nu s-a desfășurat în pierderea Germaniei. Fiecare concesie germană a corespuns unui progres fie diplomatic, fie economic. După ce a frânat hiperinflația care amenința existența statului însuși, Stresemann a abordat alte probleme, cum ar fi ocuparea regiunii Ruhr de către armatele franco-belgiene, despăgubirile de război și frontierele definite de tratatul de la Versailles.
Pragmatismul politicii sale i-a atras numeroși dușmani și a trebuit să-și ducă lupta abandonat de o mare parte a clasei politice. Împreună cu Aristide Briand a fost artizanul reconcilierii franco-germane și al schimbărilor diplomatice pe plan european, ceea ce le-a adus ambilor Premiul Nobel pentru Pace în 1926. Această reconciliere a fost însă sufocată în fașă după moartea ministrului german la vârsta de cincizeci și unu de ani, când Republica de la Weimar și-a pierdut unul din ultimii apărători.

### Republica de la Weimar
- fr Philippe Bouchet, La République de Weimar, Ellipses, Paris, 1999
- fr Sandrine Kott, L'Allemagne du XIXe siècle, Hachette, Paris, 1999
- de Peter Krüger, Die Außenpolitik der Weimarer Republik, Darmstadt, 1972
- fr Joseph Rovan, Histoire de l'Allemagne des origines à nos jours, Seuil, Paris, 1998

### Documente ale lui Stresemann
- de Akten zur Auswärtigen Politik 1918-1945 (ADAP). Serie A 1918-1924, Bd. A Iff., Vandenhoeck & Ruprecht, Göttingen 1982ff.; Serie B 1925-1933, Bd. B Iff., Vandenhoeck & Ruprecht, Göttingen, 1966
- de Akten der Reichskanzlei Weimarer Republik, Karl Dietrich Erdmann im Auftrag der Historischen Kommission bei der Bayerischen Akademie der Wissenschaften. Die Kabinette Stresemann I und II, 2 Bde., Harald Boldt Verlag, Boppard am Rhein, 1978
- de Gustav Stresemann, Reden und Schriften. Politik - Geschichte - Literatur 1987 bis 1926, 2 Bd., Carl Reissner Verlag, Dresden, 1926
- de Gustav Stresemann, Reichstagsreden, Gerhard Zwoch, Verlag AZ Studio Pfattheicher & Reichardt, Bonn, 1972
- de Gustav Stresemanns Schriften, Arnold Harttung, Berlin Verlag, Berlin 1976
- de Vermächtnis. Der Nachlaß in drei Bänden, Henry Bernhard, Verlag Ullstein, Berlin, 1932/33
- fr Gustav Stresemann, Six années de politique allemande - Les papiers de Stresemann (traduction de Henri Bloch et Paul Roques). Bd 1., Paris, 1932

### Despre Gustav Stresemann
- de Georg Arnold, Gustav Stresemann und die Problematik der deutschen Ostgrenzen, Frankfurt am Main, 2000 ISBN: 3-631-36502-0
- fr Christian Baechler, Gustav Stresemann (1878-1929). De l’impérialisme à la sécurité collective., Les mondes germaniques, Presses universitaires de Strasbourg, 1996
- de Manfred Berg, Gustav Stresemann. Eine politische Karriere zwischen Reich und Republik, Göttingen/Zürich, 1992 ISBN: 3-7881-0141-5
- en Manfred J. Enssle, Stresemann's Territorial Revisionism, 1980
- de Theodor Eschenburg/Ulrich Frank-Planitz, Gustav Stresemann. Eine Bildbiographie, Stuttgart 1978 ISBN: 3-4210-1840-5
- de Felix Hirsch, Gustav Stresemann 1878/1978, Berlin Verlag, Berlin, 1978
- de Andreas Körber, Gustav Stresemann als Europäer, Patriot, Wegbereiter und potentieller Verhinderer Hitlers. Historisch-politische Sinnbildungen in der öffentlichen Erinnerung., Hamburg ISBN: 3-89622-032-2
- de Eberhard Kolb, Gustav Stresemann, Munich 2003 ISBN: 3-406-480152
- de Wolfgang Stresemann, Mein Vater Gustav Stresemann, München, Berlin: Herbig, 1979
- en Henry Ashby Turner, Stresemann and the politics of the Weimar Republic, Princeton University Press, Princeton, 1963
- en Jonathan Wright, Gustav Stresemann: Weimar's Greatest Statesman, 2002